# Ancistrocladus
Ancistrocladus — рід деревних ліан однородової родини Ancistrocladaceae. Гілки підіймаються, звиваючи інші стебла чи підіймаючись за допомогою гачкуватих кінчиків. Вони зустрічаються в тропіках Старого Світу.

## Класифікація
Система APG II 2003 року (без змін у порівнянні з системою APG 1998 року) також визнає цю родину та відносить її до порядку Caryophyllales.
Тісний зв’язок між цією родиною та родиною Dioncophyllaceae (містить м’ясоїдний вид T. peltatum) підтверджується подібною структурою пилку та листкової ніжки. Система Кронквіста, 1981, розмістила родину в порядку Violales (разом з Dioncophyllaceae). Система Тахтаджана розмістила родину у власному порядку Ancistrocladales.

## Види[4]
1. Ancistrocladus abbreviatus Airy Shaw
2. Ancistrocladus attenuatus Dyer
3. Ancistrocladus barteri Scott Elliot
4. Ancistrocladus congolensis J.Léonard
5. Ancistrocladus ealaensis J.Léonard
6. Ancistrocladus grandiflorus Cheek
7. Ancistrocladus griffithii Planch.
8. Ancistrocladus guineensis Oliv.
9. Ancistrocladus hamatus (Vahl) Gilg
10. Ancistrocladus heyneanus Wall. ex J.Graham
11. Ancistrocladus ileboensis Heubl, Mudogo & G.Bringmann
12. Ancistrocladus korupensis D.W.Thomas & Gereau
13. Ancistrocladus letestui Pellegr.
14. Ancistrocladus likoko J.Léonard
15. Ancistrocladus pachyrrhachis Airy Shaw
16. Ancistrocladus robertsoniorum J.Léonard
17. Ancistrocladus tanzaniensis Cheek & Frimodt-Møller
18. Ancistrocladus tectorius (Lour.) Merr.
19. Ancistrocladus uncinatus Hutch. & Dalziel
20. Ancistrocladus wallichii Planch.